# Steven Michaels

a Compétitions nationales et continentales officielles uniquement.

Steven Michaels, né le 13 janvier 1987 à Gold Coast (Australie), est un joueur australien de rugby à XIII évoluant au poste de centre ou d'ailier dans les années 2000. Il a commencé sa carrière avec les Brisbane Broncos, avant de rejoindre les Gold Coast Titans, puis de partir en Super League à Hull FC.